# Бритиш ервејз
Бритиш ервејз (енгл. British Airways) (IATA: BA, ICAO: BAW, SHT, XMS) је национална и највећа авио-компанија Уједињеног Краљевства. Авио-компанија је и такође пета по величини у Европи. Главне базе авио-компаније су на Лондонским аеродромима, Хитроу и Гетвик. Бритиш ервејз поседује дозволу Цивилне Авијацијске Компаније за летење, и тиме им је дозвољено да превозе путнике, пртљаг и пошту летелицама које имају 20 или више седишта.

## Историја
31. марта 1924, четири пионирске Британске авио-компаније: Инстон ер лајн, Хандлеј Пејџ транспорт, Даимлер ервејз (наследник АТ&Т) и Бритиш ер марин навигејшон - ујединили се и формирале Имериал ервејз, које је успоставио ред летења са Аустралијом и Африком.
У међувремену, пар мањих авио-компанија Уједињеног Краљевства су почеле са својим летовима. Оне су се 1935. ујединиле да формирају Бритиш ервејз, који је био у приватном власништву. Након владине оцене, Имериал ервејз и Бритиш ервејз су национализоване 1939. и основана је Британска Прекоокеанска Авио Корпорација (British Overseas Airways Corportation - BOAC). Након рата, BOAC је наставила са летовима, али није летела ка Јужној Америци - до ње је летео Британски јужноамерички авио-транспорт, који је поново уједињен са BOAC-ом 1949. године. На европским континенталним летовима и домаћим летовима је летела нова национализована компанија, Британски европски авио-транспорт (British European Airways-BEA), који је преузео све летове постојећих, независних авио-компанија у Уједињеном Краљевству.
1952, BOAC је помоћу летелице де Хавилан Комет летела до Јоханезбурга, и тиме преполовила претходно време трајања лета. Масовни настанак пакет-аранжмана је занчиопромене за авио-индустрију.BEA се нашла пред изазовом 1970. када је основан BEA Ертурс.1972. BOEC и BEA су уједињене у ново формиран Британски авио-транспортни одбор, са одвојеним авио-компанијама које су 1974. формирале Бритиш ервејз, под вођством Дејвида Николсона, који је председавао Британским авио-транспортним одбором.
Бритиш ервејз, је упоредо са Ер Франсом, пустио у употребу први суперсонични авион на свету намењен путничким летовима у сарадњи са Конкордом у Јануару 1976. Приватизована је 1988. године.

## Флота
| Тип             | Укупно             | Седишта                               | Дестинације                                                                        | Напомена                      |
| --------------- | ------------------ | ------------------------------------- | ---------------------------------------------------------------------------------- | ----------------------------- |
| Ербас А318-100  | 2                  | 32                                    |                                                                                    |                               |
| Ербас А319-100  | 44                 | 132                                   | Из: LHR Европа и УК                                                                |                               |
| Ербас А320      | 48                 | 149 150 156                           | Из: LHR и MAN Европа и УК                                                          |                               |
| Ербас А321      | 18                 | 194                                   | Из: LHR Европа и УК                                                                |                               |
| Ербас А380      | 1 (12 поруџбина)   | 469 (14/97/55/303)                    | Лос Анђелес, Хонгконг, Сингапур, Јоханезбург, Сан Франциско, Њујорк, Вашингтон     | Улази у употребу крајем 2013. |
| Боинг 737-400   | 19                 | 147                                   | Из: LGW и MAN Европа и УК                                                          |                               |
| Боинг 747-400   | 55                 | 291 (14/70/30/177) 360 (14/38/36/272) | Из: LHR Азија, Аустралија, Северна Америка, Јужна Америка и Јужноафричка Република |                               |
| Боинг 767-300ЕР | 21                 | 181 252                               | Из: LHR и MAN Северна Америка, Европа, Кариби, Африка                              |                               |
| Боинг 777-200   | 3                  | 229 (14/48/40/127)                    | Из: LHR и LGW Блиски исток, Северна Америја, Источна Азија, Африка                 |                               |
| Боинг 777-200ЕР | 43                 | 288 (48/24/216) 224 (14/48/40/122)    | Из: LHR Блиски исток, Кариби, Северна Америка, Источна Азија, Африка, Аустралија   |                               |
| Боинг 777-300ЕР | 6 (+6 поруџбина)   | 297 (14/56/44/183) 224 (14/48/40/122) |                                                                                    |                               |
| Боинг 787-8     | 2 (6 поруџбина)    | 183 (-/42/51/90)                      | Торонто, Њујорк                                                                    |                               |
| Боинг 787-9     | (16 поруџбина)     |                                       |                                                                                    |                               |
| Боинг 787-10    | (12 поруџбина)     |                                       |                                                                                    |                               |
| Укупно          | 262 (51 поруџбина) |                                       |                                                                                    |                               |